# Essuie-tout

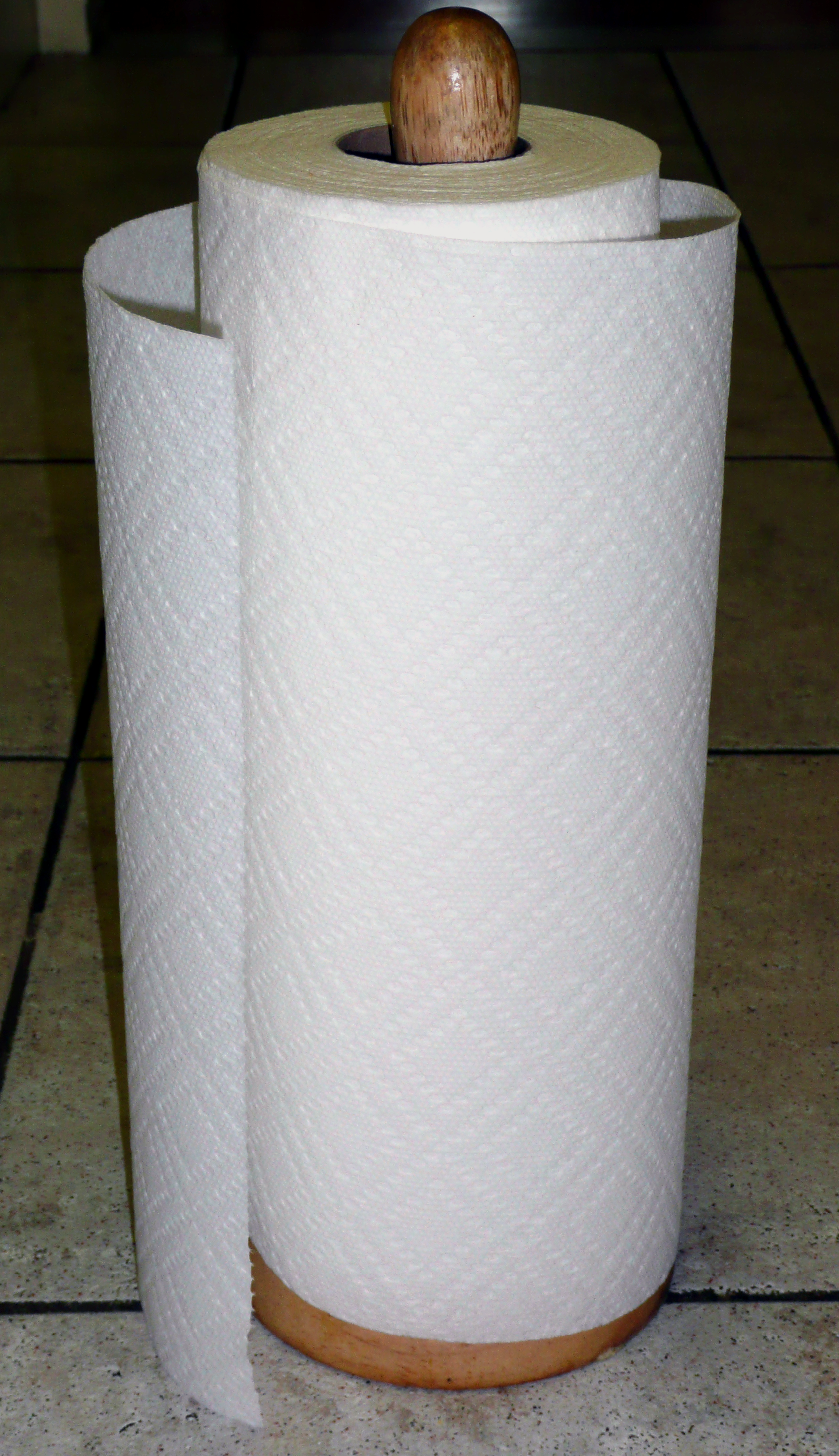
Un rouleau d'essuie-tout.

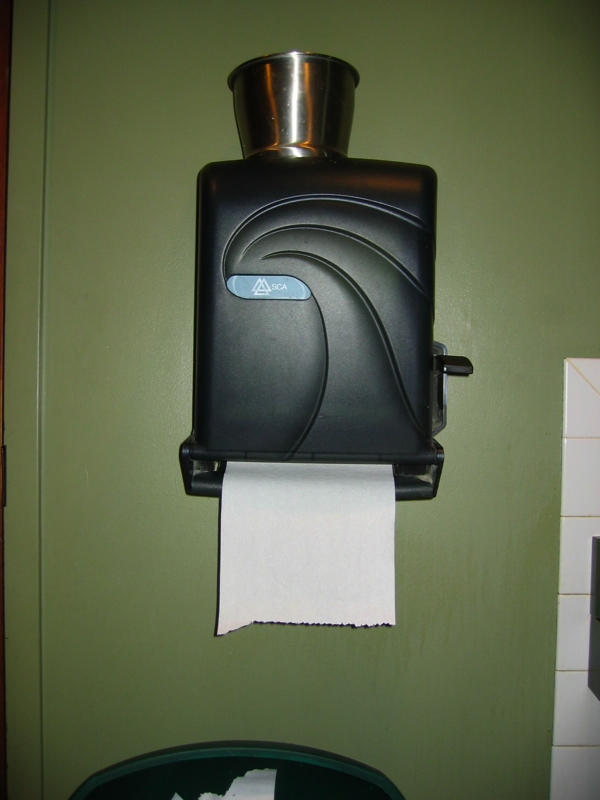
Distributeur de serviettes en papier.

Le papier essuie-tout ou essuietout, aussi appelé papier ménage en Suisse, est un papier très absorbant — de type papier tissue — confectionné en rouleaux d'une largeur d'une vingtaine de centimètres, servant à « éponger » les débordements et à nettoyer en cuisine. Il fut inventé par la Scott Paper Company en 1907 pour permettre un confort sanitaire dans les toilettes publiques.
Son principe étant d'absorber les liquides, il sert aussi bien à essuyer les tables ou les mains qu'à nettoyer des surfaces avec des produits d'entretien.
Il sert aussi à sécher des aliments mais n'est pas destiné à entrer en contact avec les denrées alimentaires.

## Terminologie
En 1919, l'Américain William E. Corbin perfectionne les serviettes en papier pour la Brown Company à Berlin, New Hampshire, sous le nom (anacyclique) de Nibroc Paper Towels. Elles seront commercialisées à partir de 1922. En 1931, la Scott Paper Company présente ses rouleaux de papier essuie-tout à l'usage de la ménagère pour la cuisine.
En France, la Société du papier linge commercialisa le produit en 1946, la contraction des premières lettres de la raison sociale donne « So-pa-lin ». La marque Sopalin est devenue notoire en ce qui concerne les essuie-tout et a acquis une grande renommée depuis son dépôt le 28 février 1948 à l'Institut national de la propriété industrielle (INPI). Elle est couramment utilisée en France pour désigner n'importe quelle marque d'essuie-tout.
L'expression « papier absorbant » est régulièrement employée, mais davantage dans les messages publicitaires que dans la vie courante.[réf. nécessaire]
Les Belges francophones préfèrent conserver l'appellation « essuie-tout » mais ils sont appelés aussi  « Scott » ou « Scottex », nom belge des essuie-tout Scott de Kimberly-Clark.
Le terme « Scottex » est couramment utilisé en Vallée d'Aoste aussi.
En Suisse romande, il est appelé « papier ménage » ou « Tela » (nom d'une marque).[réf. nécessaire]
Au Canada francophone, il est généralement nommé « essuie-tout » (terme recommandé par l'Office québécois de la langue française), « papier essuie-tout » ou « papier absorbant », bien que le nom « Scott Towel », du nom de Scott Paper Company qui le fabrique, soit souvent utilisé.

## Usage
Son principe étant d'absorber les liquides, il sert aussi bien à essuyer les tables ou les mains qu'à nettoyer des surfaces avec des produits d'entretien.
Le papier essuie-tout sert aussi à essuyer les légumes.
Le papier essuie-tout sert aussi à faire sécher des aliments en absorbant l'eau.
Le papier essuie-tout ne serait pas destiné à entrer en contact avec les denrées alimentaires.
En cas de migration, la trace dans l’aliment doit être inférieure à 0,5 μg/kg.

## Composition et fabrication
La composition peut varier selon les industriels.

### Recommandations
En Europe, la fabrication de papier essuie-tout bénéficie — comme les serviettes en papier — de recommandations pour garantir la sécurité des consommateurs sans imposer de restrictions inutiles aux industriels.

### Principe
La principale matière utilisée est le 100% ouate de cellulose, avec pour certaines marques connues l'ajout de fibres de bambou, mais d'autres composants entrent dans le précédé de fabrication.
La pâte a papier peut notamment être fabriquée en utilisant du papier recyclé, avec un procédé qui réduit certains composants non désirés (agrafes et encre notamment).

### Blanchiment du papier
Le papier est traité avec des agents de blanchiment et de la teinture, contrairement au papier carton.
Les pâtes mécaniques sont actuellement traitées avec des composés non chlorés (eau oxygénée et hydrosulfite de sodium qui modifient les groupements chromophores de la lignine pour l'éclaircissement. Toutefois, sous l'action de la lumière, la papier peut de nouveau jaunir, comme le font les journaux de presse écrite.
Le traitement des pâtes chimiques est plus complexe, en raison de lignine résiduelle. Une tour de blanchiment utilise des composés chlorés comme l'eau de Javel et non chlorés comme le peroxyde d’hydrogène, l’oxygène et l’ozone.
D'autres traitements peuvent exister pour changer les caractéristiques du papier.

### Adjuvants
Plusieurs types d'adjuvant peuvent être incorporés au papier:
les charges minéralesces blanches poudres fines (de 1 à 10 microns) peuvent notamment être utilisées: kaolin (silice d'aluminium), oxyde de titane (pigment minéral de synthèse), talc et permettent l'imprimabilité et l'opacité du papier.
les adjuvants proprement dits

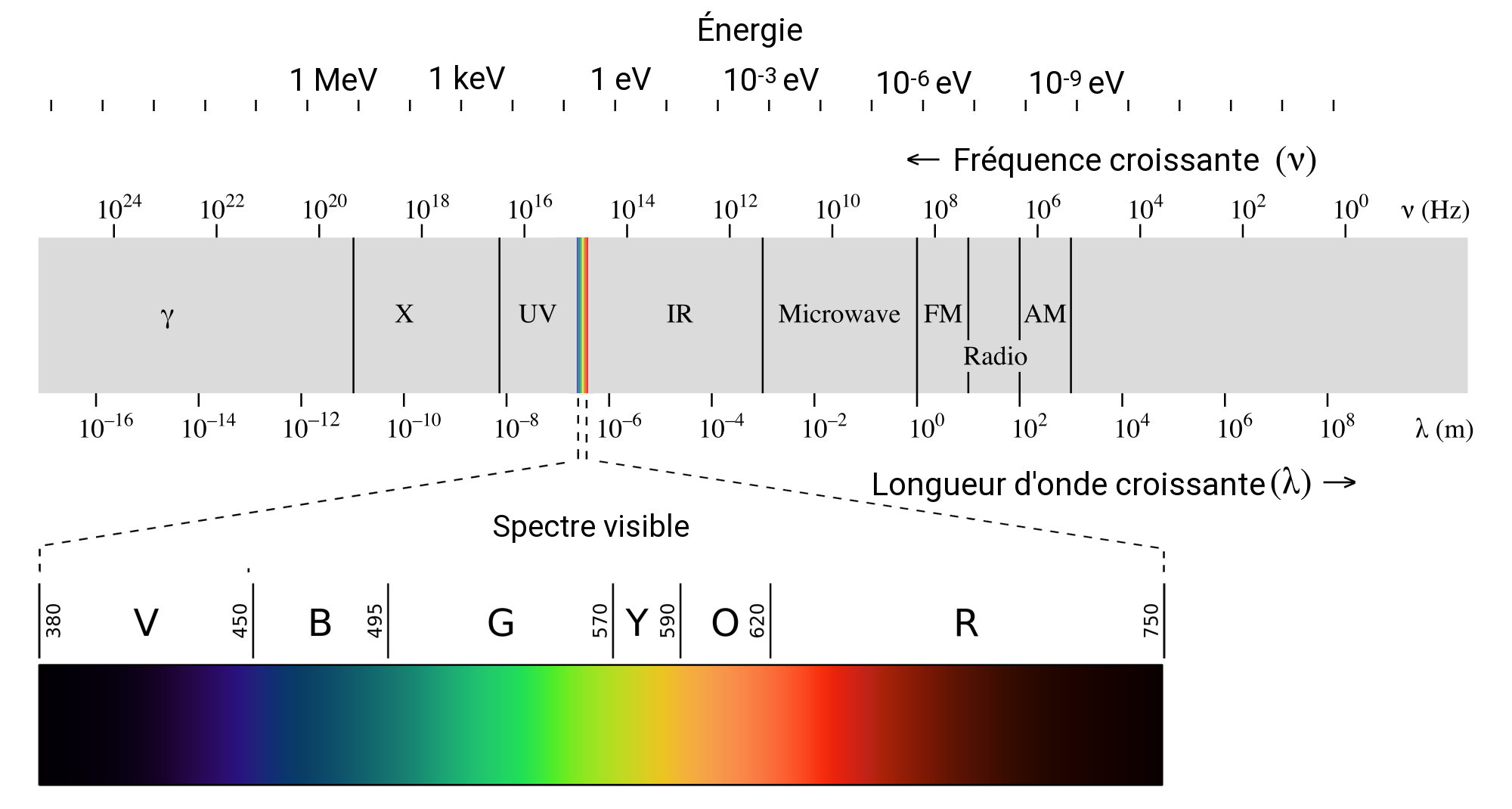
Position de la lumière bleue par rapport aux ultraviolets, dans le spectre lumineux

- l'amidon permet la cohésion interne de la feuille
- des résines cationiques permettent la rétention des charges
- des azurants optiques (sans couleur propre) transforment en rayons bleus visibles une partie des rayons ultraviolets du spectre lumineux pour que le papier paraisse blanc à la lumière du jour

les agents de collagerésines naturelles ou synthétiques font rouler les gouttelettes aqueuses sur le matériau, et augmentent la résistance mécanique du papier mouillé grâce à une propriété hydrophobe.

## Précautions d'usage
La désintégration dans l'eau des produits de type essuie-tout étant très médiocre (non solubles) puisqu'ils sont faits pour contenir l'eau, il est conseillé de ne pas les utiliser à la place du papier hygiénique, au risque d'entraîner des problèmes de plomberie dans les sanitaires.
Les produits de type essuie-tout ne sont pas recyclables (matières grasses, trop déchirés, trop humides), il serait plus écologique de remplacer le plus souvent possible leur usage par celui de simples éponges, quitte à en avoir une pour chaque fonction. Étant cependant biodégradables, ils peuvent être compostés lorsqu'ils ont été utilisés pour absorber des matières organiques.
Pour éviter la surconsommation et le gaspillage, il est recommandé d'utiliser bien toute la surface de l'essuie-tout afin d'optimiser son usage avant de reprendre un autre essuie-tout. Pour le séchage des mains après les avoir lavées par exemple, un essuie-main suffit pour enlever la fine pellicule d'eau qui reste après s'être secoué les mains. La température corporelle humaine étant en moyenne de 37 degrés, le séchage complet s'effectue ensuite en l'espace de quelques secondes.[réf. souhaitée]